# Alep
Pour les articles homonymes, voir Bérée.
Alep (en arabe : حلب / ḥalab) est une ville de Syrie, chef-lieu du gouvernorat d'Alep, le gouvernorat de Syrie le plus peuplé, situé dans le nord-ouest du pays. Pendant des siècles, Alep a été la ville la plus grande de la région syrienne et la troisième plus grande ville de l'Empire ottoman (après Constantinople et Le Caire). Avec une population de 2 132 100 habitants en 2004, Alep était la ville la plus peuplée du pays et du Levant avant l'arrivée de la guerre civile.
Située à l'emplacement de l'antique Bérée (en grec ancien : Βέροια / Béroia ; en latin : Berœa), Alep est une ancienne métropole, l'une des plus vieilles villes du monde à avoir été constamment habitée, étant habitée depuis le VIe millénaire av. J.-C. Son importance historique est attribuée à son emplacement stratégique en tant que centre de commerce à mi-chemin entre la mer Méditerranée et la Mésopotamie (l'Irak moderne), puis à sa situation sur la route de la soie.
Lorsque le canal de Suez a été inauguré en 1869, le commerce a été dévié vers la mer et Alep commença à décliner doucement. À la chute de l'Empire ottoman après la Première Guerre mondiale, Alep céda le nord de son arrière-pays à la Turquie moderne de la même manière que le chemin de fer Berlin-Bagdad.
Dans les années 1940, la ville a perdu son principal accès à la mer lorsqu'Antioche et Alexandrette sont rattachées à la Turquie. Ce déclin a contribué à la préservation de l'ancienne ville d'Alep, son architecture médiévale et son patrimoine traditionnel classé au patrimoine mondial de l'humanité par l'Unesco en 1986. Au cours des années 1990 et 2000, la ville montre un nouveau dynamisme et une forte croissance, mais elle subit d'importantes destructions au cours de la bataille d'Alep de 2012 à 2016.

## Toponymie
L'interprétation selon laquelle le nom de la ville viendrait de « halab Ibrahim » (« Abraham a trait ») (arabe : حَلَب ḥalab, traire (le lait) ou Alep) est totalement contestée sur le plan historique et linguistique.[réf. nécessaire]
Le nom francophone Alep dérive du nom arabe prononcé Halab. Une hypothèse fait remonter ce mot à l'amorrite Halaba au deuxième millénaire av. J.-C. signifiant « blanc » en référence à la couleur de la terre et du marbre abondant dans la région. Elle a aussi pour surnom en arabe moderne ach-Chahbaa' (الشهباء), qui veut aussi dire « la blanche ».

## Géographie
La ville d'Alep est située au nord-ouest de la Syrie, au bord de la rivière Qouweiq (connue pour le massacre portant son nom), sur un plateau à 380 mètres d'altitude, à 120 km de la mer Méditerranée et à 45 km de la frontière turque.

### Climat
La situation septentrionale d'Alep en Syrie permet à la ville de bénéficier d'un climat méditerranéen, plutôt sec et avec des influences continentales se caractérisant par des étés très chauds et secs et par des hivers frais et pluvieux contrairement au sud de la Syrie, caractérisée par un climat désertique chaud.
| Mois                              | jan. | fév. | mars | avril | mai | juin | jui. | août | sep. | oct. | nov. | déc. | année |
| --------------------------------- | ---- | ---- | ---- | ----- | --- | ---- | ---- | ---- | ---- | ---- | ---- | ---- | ----- |
| Température minimale moyenne (°C) | 2    | 3    | 6    | 10    | 15  | 18   | 22   | 22   | 19   | 14   | 7    | 4    | 11,8  |
| Température maximale moyenne (°C) | 8    | 11   | 15   | 21    | 27  | 32   | 35   | 35   | 32   | 26   | 17   | 10   | 22,4  |
| Record de froid (°C)              | −11  | −6   | −7   | −2    | 6   | 10   | 13   | 11   | 6    | 2    | −3   | −6   | −11   |
| Record de chaleur (°C)            | 17   | 22   | 26   | 35    | 41  | 41   | 42   | 46   | 41   | 37   | 27   | 21   | 46    |
| Précipitations (mm)               | 60   | 50   | 40   | 30    | 10  | 0    | 0    | 0    | 0    | 20   | 30   | 50   | 250   |

## Histoire

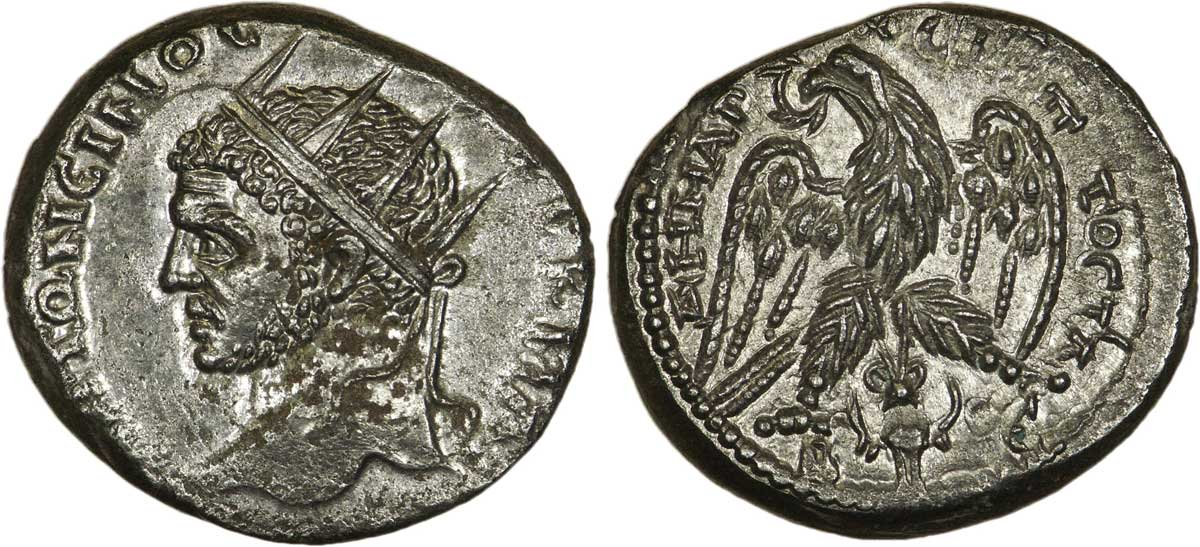
Monnaie frappée en la cité d'Alep.

### Antiquité
C'est une des plus anciennes villes habitées au monde : elle existe déjà à l'époque paléo-babylonienne (2004–1595 av. J.-C.), sous le nom de Halab. Des fouilles archéologiques à Tell as-Sawda et Tell al-Ansari, juste au sud de l'ancienne ville d'Alep, montrent que la zone était occupée par les Amorrites au moins dans la dernière partie du IIIe millénaire av. J.-C. ; de plus Alep est mentionnée pour la première fois dans des tables cunéiformes exhumées à Ebla et en Mésopotamie, faisant partie de l'État amorrite de Yamkhad et connu pour ses compétences militaires et commerciales.
En 1595 av. J.-C., elle est prise par les Hittites et devient une grande étape pour les caravanes entre la Syrie et la Mésopotamie.
Vers l'an mille av. J.-C., Alep devient la plaque tournante du marché du savon dans le monde connu, position qu'elle garde jusqu'aux temps modernes. En 738 av. J.-C., elle est rattachée à l'Assyrie sous le nom de Halman. Elle est conquise par Alexandre le Grand en 333 av. J.-C. et passe ensuite aux Séleucides, avec Séleucos Ier qui y établit une colonie hellénistique baptisée Beroia, d'après la ville éponyme de Macédoine (et francisée en Béroé). Le Nord de la Syrie est alors en plein épanouissement économique et culturel et certaines cités, comme Beroia, jouissent d'une grande autonomie avec une boulè prenant des mesures sans contraintes au sein de l'Empire séleucide.
Elle est ensuite occupée en 88 av. J.-C. par Tigrane le Grand et entre dans le royaume d'Arménie, mais Tigrane est vaincu par les Romains et Pompée fait de la Syrie en 64 av. J.-C. une province romaine. Cela donne une certaine stabilité à la région pendant trois siècles dont Beroia profite largement. La province est administrée par un légat. L'administration et l'élite continuent à parler grec qui sert également de lingua franca dans tout le Moyen-Orient.
La prospérité de la période romaine implique un accroissement de population, notamment dans le Nord de la Syrie, qui se poursuit avec encore plus d'intensité sous l'ère byzantine, jusqu'à la fin du Ve siècle. Beroia est à la fin de l'Antiquité la deuxième ville de Syrie romaine après Antioche (capitale de la Syrie romaine et troisième ville de l'Empire romain). Les découvertes archéologiques apportent la preuve d'une grande densité de population et de nombreux villages dans le Nord de la Syrie entre Antioche et Beroia, jusqu'au VIe siècle. Il y avait de grands domaines agricoles, des villas romaines et de grandes églises, comme en témoignent les ruines de l'église Saint-Siméon-le-Stylite au mont Siméon. Beroia est citée dans le deuxième livre des Maccabées (13, 3) de l'Ancien Testament.

### Période romaine et byzantine

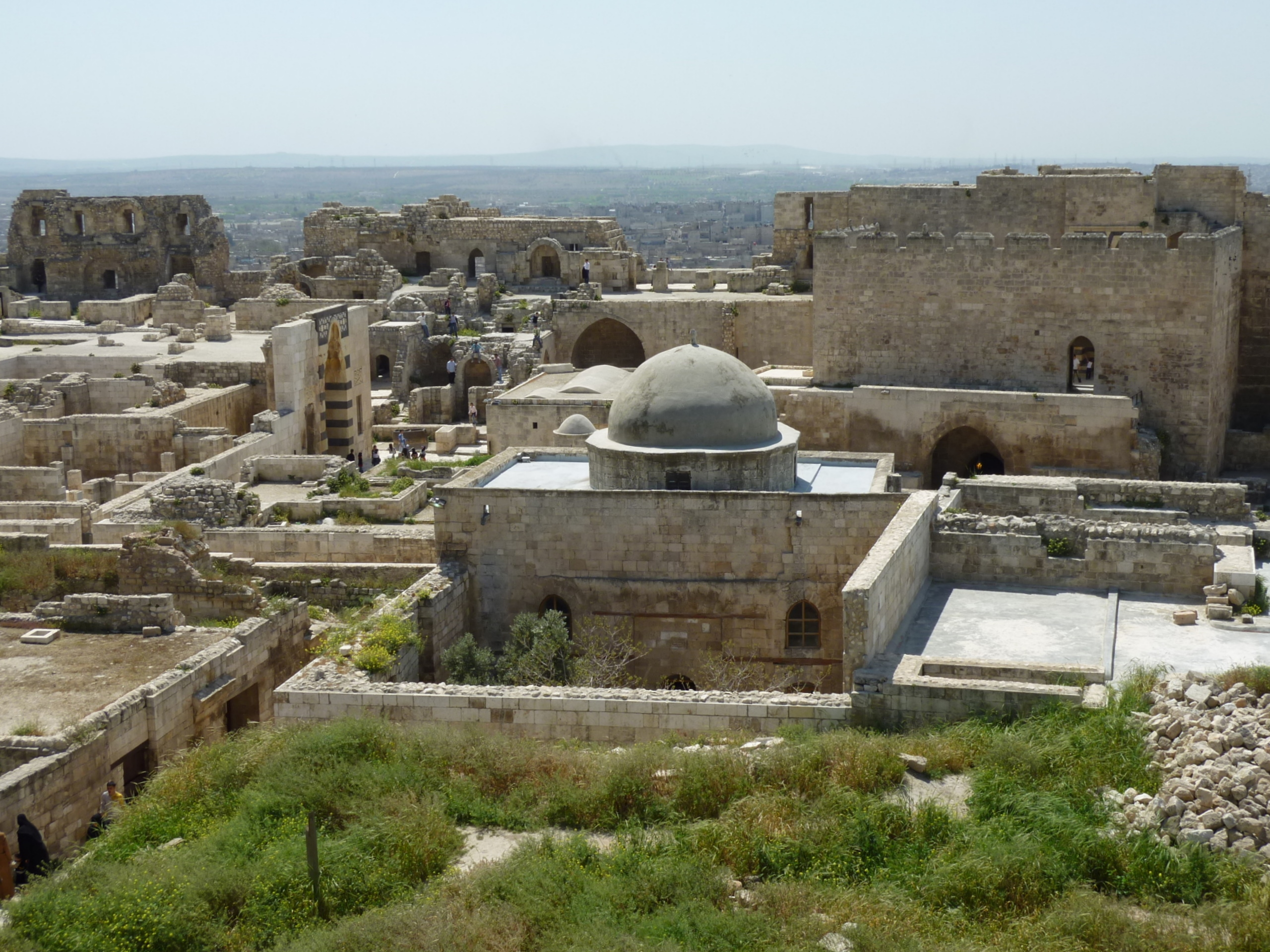
La mosquée d'Abraham de la citadelle d'Alep, ancienne église byzantine.

Les noms de plusieurs évêques de Beroia de la province de Syria Prima sont rapportés dans les documents écrits qui nous sont parvenus. L'un des premiers est saint Eustathe d'Antioche qui, après avoir été évêque de Beroia, est devenu patriarche d'Antioche, juste avant le premier concile de Nicée en 325. Son successeur sur le siège de Beroia est l'évêque Cyrus dont on rappelle la fidélité au symbole de Nicée qui lui vaut l'exil de la part de l'empereur Constance II. Après le concile de Séleucie en 359, convoqué par Constance, Mélèce est transféré de Sebastia à Beroia (Béroé), mais l'année suivante, il est promu au siège d'Antioche. Son successeur à Beroia est Anatolius qui assiste au concile d'Antioche en 363. Sous la persécution de l'empereur Valens, l'évêque est un certain Theodotus, ami de Basile le Grand. Acace de Béroé lui succède et reste en place pendant cinquante ans. Il participe au premier concile de Constantinople en 381 et au concile d'Éphèse de 431. Théoctiste arrive ensuite en 438. Il participe au concile de Chalcédoine en 451 et signe en 458 une supplique des évêques de la province de Syrie à l'empereur Léon le Thrace à propos du meurtre de Protérius d'Alexandrie. En 518, l'empereur Justin Ier exile l'évêque de Béroé (Beroia) Antonin pour avoir rejeté le concile de Chalcédoine. Le dernier évêque connu de ce siège est Megas, qui participe à un synode en 536, convoqué par Mennas de Constantinople,. Après la conquête arabe, Béroé cesse d'être un siège ecclésiastique. C'est aujourd'hui un siège titulaire (in partibus) pour l'Église catholique.
Quelques rares éléments architectoniques demeurent de cette période, notamment dans la citadelle d'Alep. Ses deux mosquées sont d'anciennes églises byzantines reconverties en mosquées sous les Mirdassides au XIe siècle.

### Moyen Âge

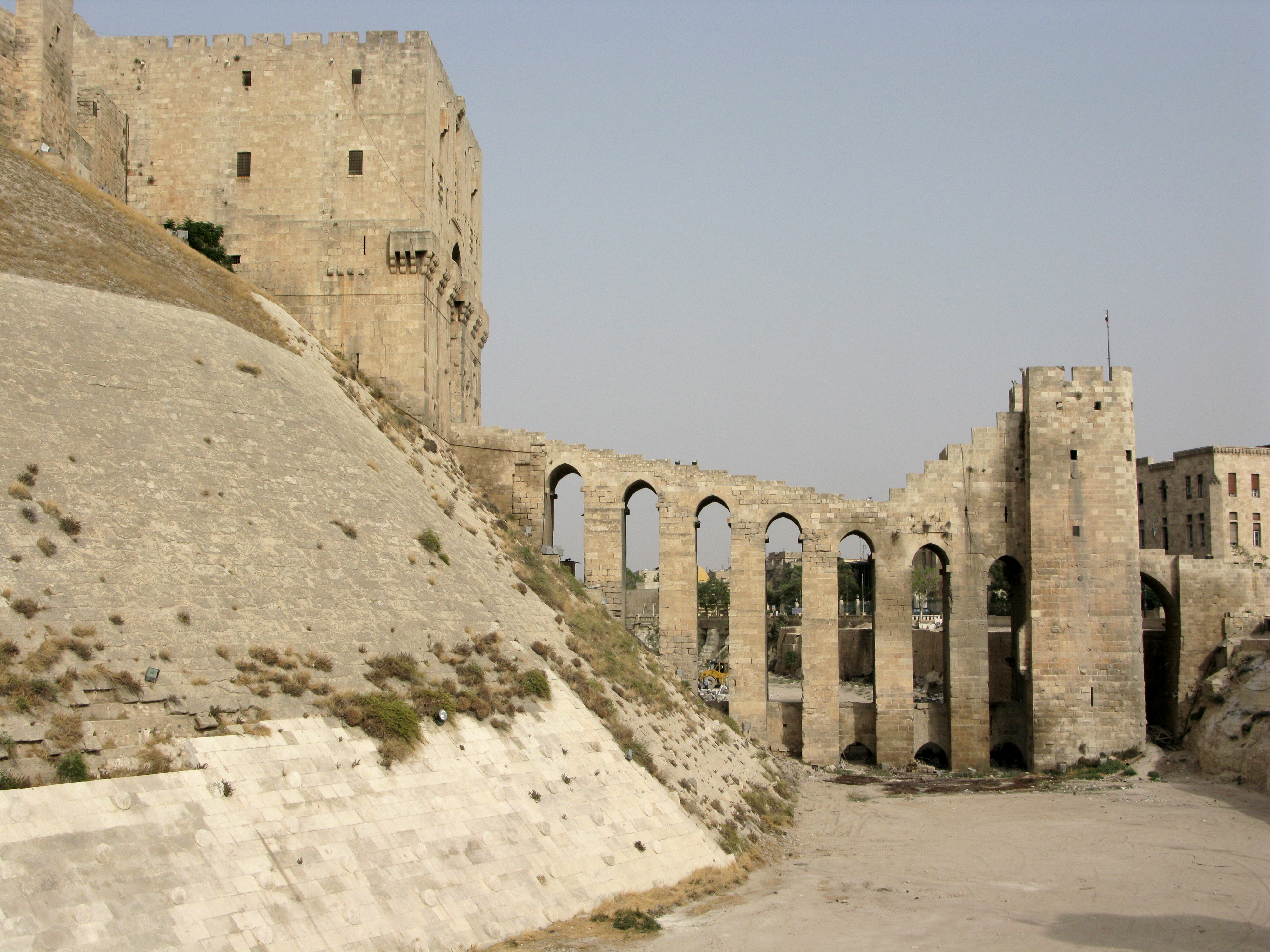
Entrée de la citadelle avant la guerre civile syrienne.

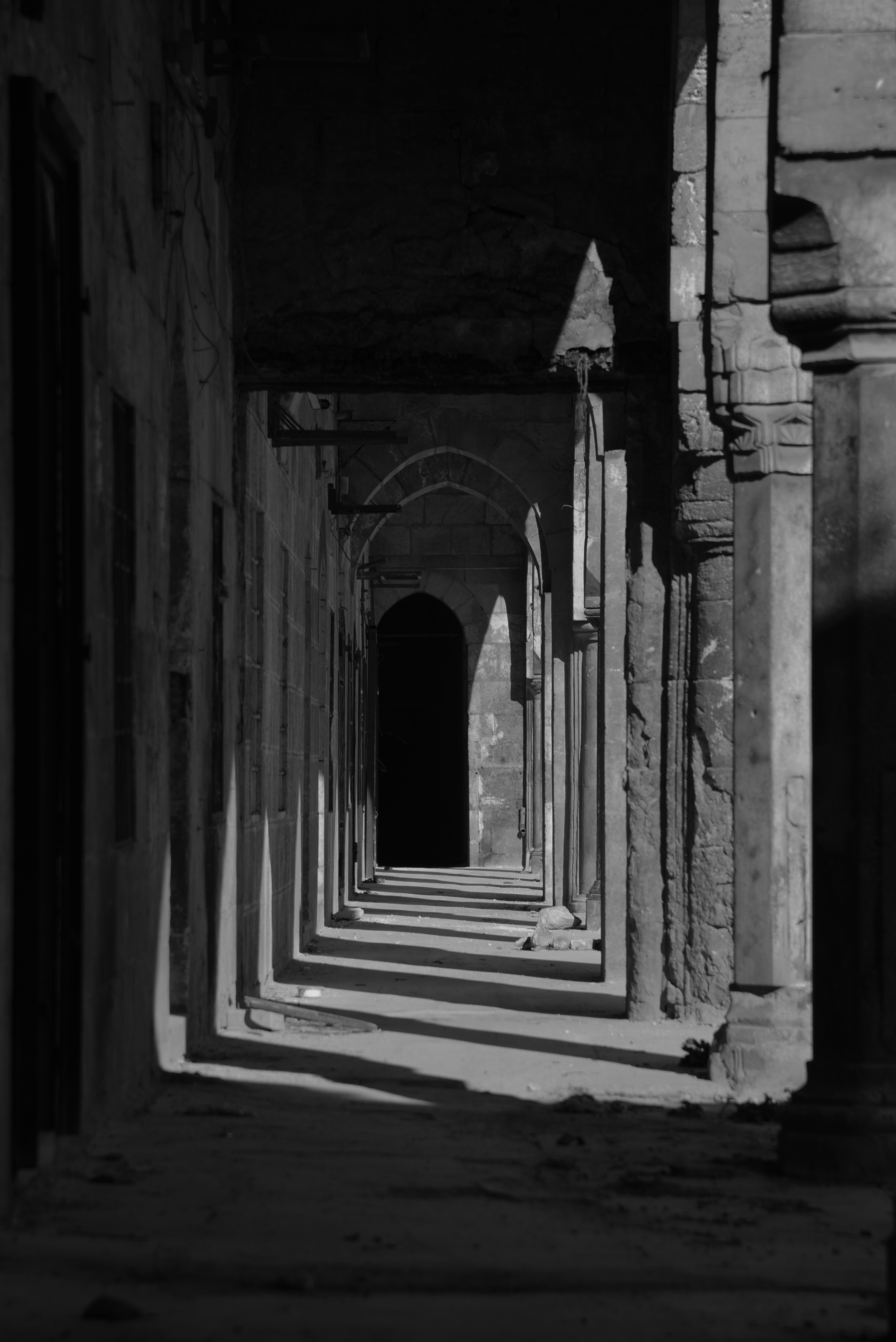
Au caravansérail Al-Wazeer à Alep (mars 2019).

En 540, le roi persan sassanide Khosro Ier incendie la ville; que Justinien reprendra et rebâtira.
Elle est conquise par les Arabes commandés par Khalid ibn al-Walid en 637. La ville s'étend et de nouveaux remparts sont érigés pour intégrer l'expansion. Les musulmans bâtissent les principaux monuments de la ville : la grande mosquée, bâtie en 715 par le calife Al Walid, reconstruite en 1129 par Nur ad-Din, la Madrassé Halawiyé (école), sur l'emplacement de l'ancienne cathédrale Sainte-Hélène, la citadelle, bâtie par l'émir hamdanide Ali Sayf al-Dawla, les souks (marchés couverts), les khans (caravansérails).
Sous les Omeyyades, la ville connaît une certaine stagnation. En 944, elle devient la capitale des Hamdanides. C'est l'âge d'or d'Alep. L'émir Sayf al-Dawla en fait un prestigieux centre littéraire et le point chaud de la lutte entre les musulmans et les Byzantins. En 962, Alep est prise et incendiée par le général byzantin Nicéphore II Phocas. La ville est reprise par les Hamdanides et reconstruite mais ne recouvre pas sa splendeur. Elle passe ensuite aux Fatimides puis aux Seldjoukides. Possession du sultanat de Roum, elle est conquise en 1086 par Tutuş, émir de Damas, qui se proclame ensuite sultan seldjoukide de Syrie. À sa mort, ses émirats sont partagés entre ses deux fils, qui se détestent. Il va s'ensuivre une rivalité entre les deux émirats qui va survivre longtemps à l'extinction de la descendance de Tutuş.
En 1098 et 1124, Alep est assiégée par les croisés, qui échouent devant ses murs. En représailles aux exactions commises par le comte d'Édesse en 1123 dans les environs d'Alep, le cadi de la ville fait détruire le chœur de la plupart des églises et les transforme en mosquées. Lié à Mossoul qui le protège des attaques des Latins, l'émirat se retrouve dans l'empire zengide, avant de devenir le centre du pouvoir de Nur ad-Din.
En 1138 a lieu un des tremblements de terre les plus mortifères de l'histoire. En 1183, il revient à Saladin et à la dynastie des Ayyoubides. Alep devient alors un grand centre de vie intellectuelle et religieuse ; de nombreuses madrasas y sont élevées ; sa citadelle et ses murailles sont rebâties.
En 1260, Alep est prise par les Mongols avant d'être reprise par les mamelouks en 1317. Après sa prise en main par les mamelouks, ces derniers décident d'entamer une reconstruction de la cité qui retrouve sa magnificence. Dans la deuxième moitié du XIVe siècle, on rapporte que les édifices construits à Alep dépassent en beauté ceux de Damas, plusieurs institutions religieuses et éducatives sont construites ainsi que des Khans remarquables, La ville retrouve à cette période une place commerciale et artisanale majeure et devient un carrefour de circulation des biens et marchandises dans la région.
En 1400, le Turco-Mongol Tamerlan reprend la cité aux mamelouks. Il préside au massacre d'une grande partie de ses habitants et il ordonne qu'une tour de vingt mille crânes soit érigée à l’extérieur de la ville. Après le retrait des Mongols, la population musulmane retourne à Alep, alors que les chrétiens préfèrent s'établir dans le nouveau quartier de Jdeïdé-Salibé au cours du XVe siècle.
La ville renaît au XVe siècle pour devenir une grande place commerciale entre l'Orient et l'Occident, pratiquant surtout le commerce de la soie.

### Époque ottomane

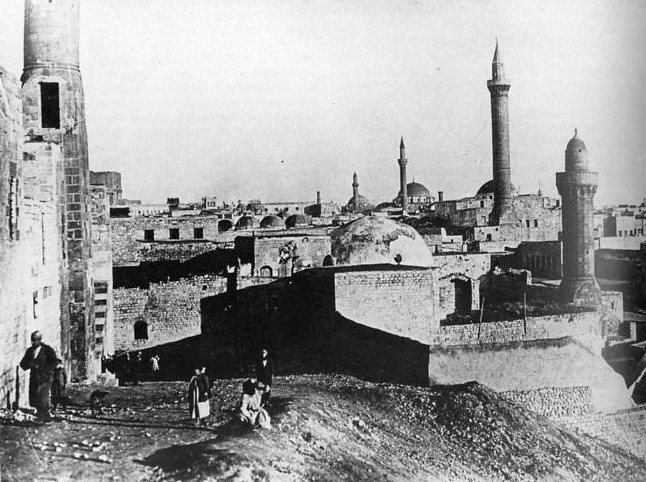
Citadelle d'Alep vers 1900 avec mosquée en arrière-plan.

En 1516, elle est annexée par l'Empire ottoman, qui la conserve jusqu'en 1918. Au XVIIe siècle, la ville est la troisième de l'Empire avec 120 000 habitants. Elle est la capitale du pachalik d'Alep puis du vilayet d'Alep.
En 1682, dans son ouvrage Théâtre de la Turquie, où sont représentées les choses les plus remarquables qui s'y passent…, le missionnaire capucin Michel Febvre décrit une ville cosmopolite où quatorze religions différentes cohabitent formant autant de nations et de langues. Parmi les non-chrétiens, il cite les Turcs, les Arabes, les Kurdes, les Druzes, les Turcomans, les Yazidis et les Juifs. Parmi les chrétiens, il cite les maronites, les grecs-orthodoxes, les Arméniens, les syriaques, les nestoriens, les coptes ; les minorités chrétiennes sont spécialisées dans la production textile ; certains font partie d'une véritable aristocratie, comme le laisse découvrir la maison Ghazaleh, splendide demeure ottomane, ayant appartenu pendant deux siècles à une riche famille chrétienne.
À partir du XVIIe siècle, le déclin des voies commerciales terrestres entre l'Extrême-Orient et le Proche-Orient entraîne celui de la ville. Celle-ci reste cependant un centre économique et culturel important : en 1706, la première imprimerie du Proche-Orient est créée par le patriarche Athanase IV d'Antioche pour répandre les textes religieux chrétiens.
Le XIXe siècle est particulièrement troublé à cause du déclin de l'Empire ottoman. Entre 1812 et 1819, la ville est occupée par les janissaires révoltés. En 1822, Alep subit des destructions à la suite d'un séisme. En 1832, la ville passe sous administration égyptienne comme toute la Syrie. Les tensions entre les communautés sont exacerbées. En 1860, a lieu un pogrom antichrétien. Au XIXe siècle, Alep joue un certain rôle dans la renaissance arabe : c'est d'Alep qu'est originaire le grand réformateur al-Kawakibi. À la fin du XIXe siècle, la ville se modernise et la périphérie se développe. De nombreux ingénieurs allemands y demeurent au début du XXe siècle pendant la construction du Bagdadbahn, ce qui attire des espions britanniques, parmi lesquels Lawrence d'Arabie, qui descendent au fameux nouvel hôtel Baron.

### Époque contemporaine

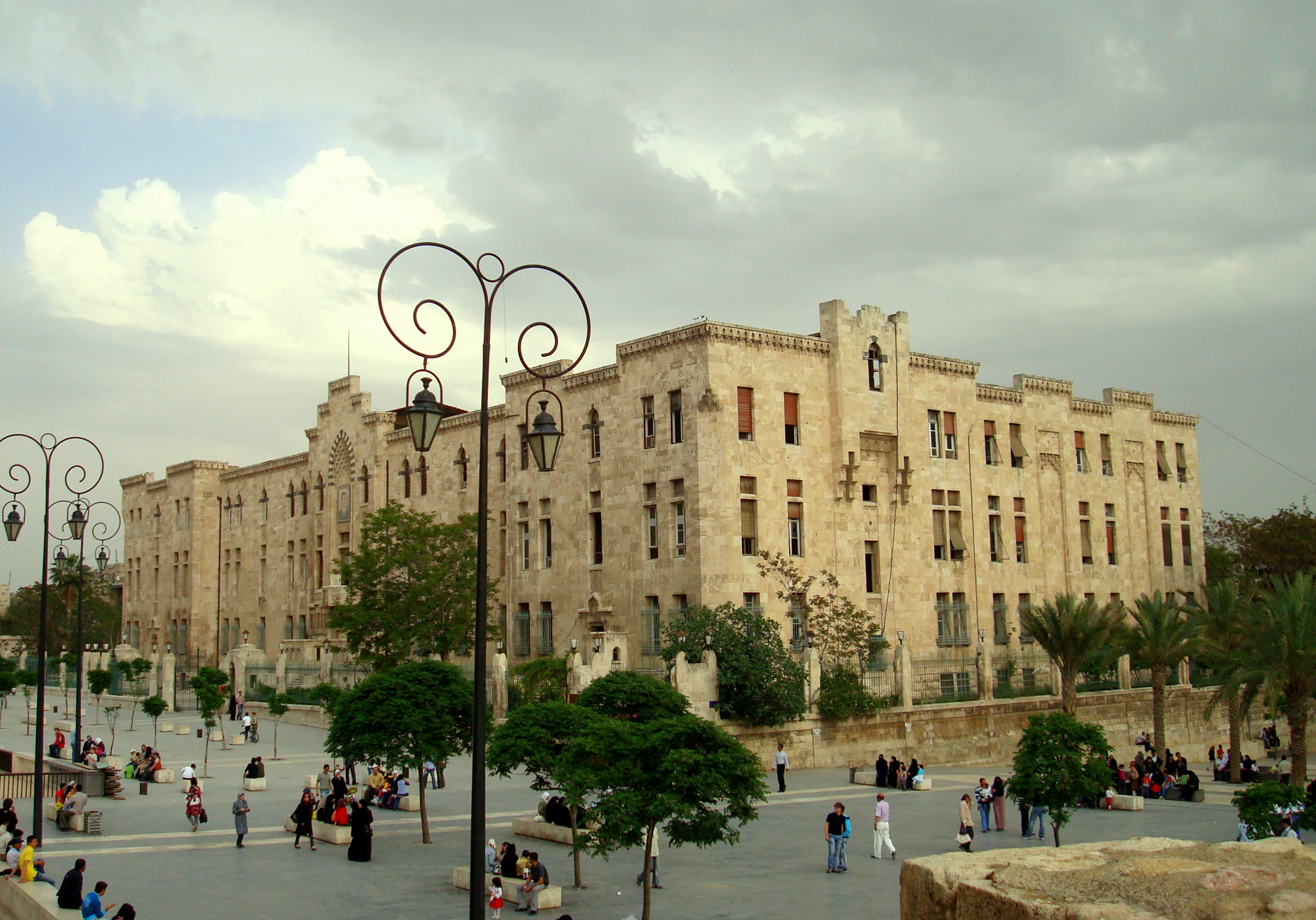
Le grand sérail d'Alep, construit en 1928–1933 sous le mandat français (détruit en 2014).

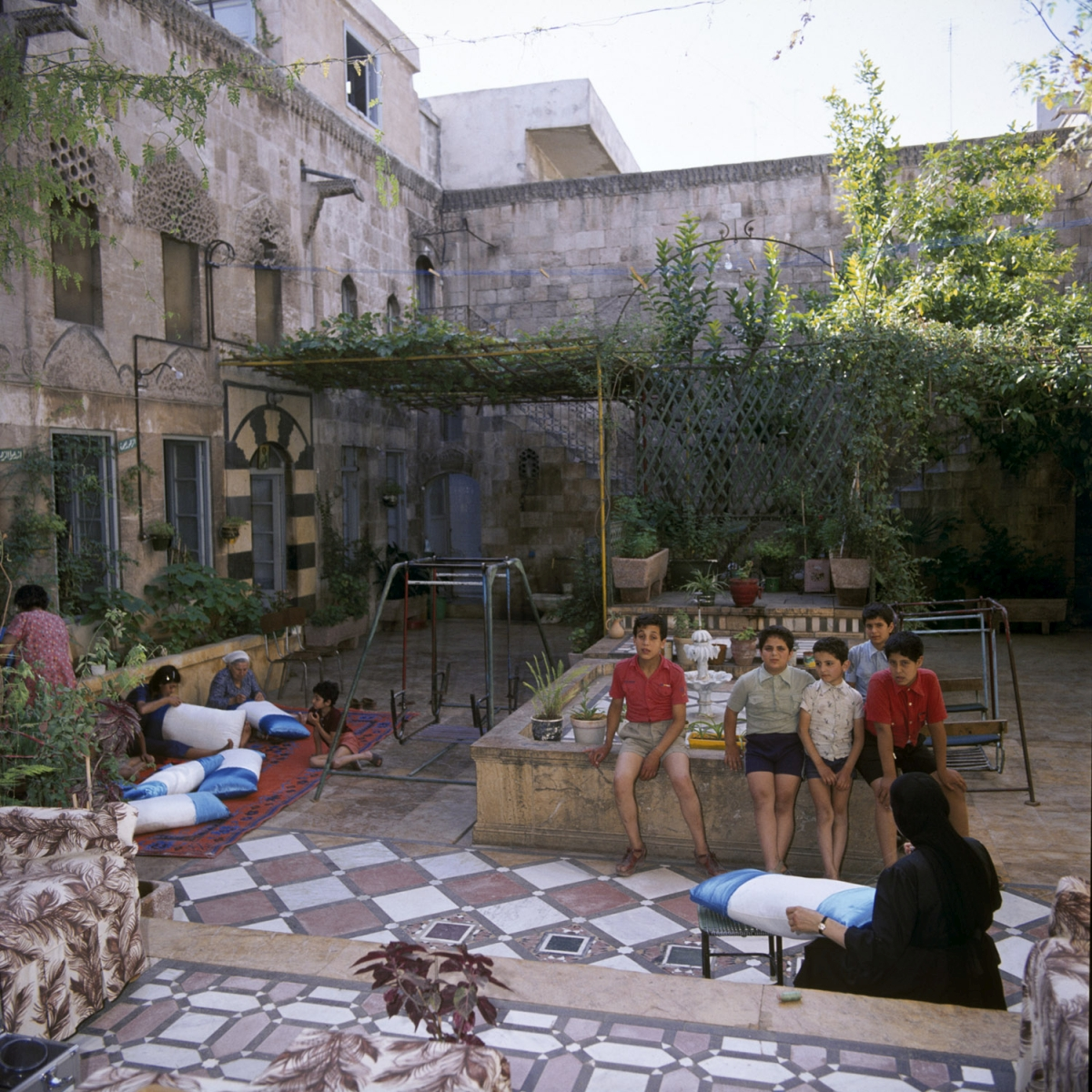
Alep en 1983. Photographie de Jan-Henk Kleijn, Nationaal Museum van Wereldculturen, Pays-Bas.

En octobre 1918, lors de la bataille d'Alep, la ville est enlevée aux Turcs par les insurgés arabes et les Britanniques d'Edmund Allenby. Elle est rattachée à la Syrie sous mandat français. Elle est l'éphémère capitale de l'État d'Alep entre 1920 et 1925. Agatha Christie y séjourne en 1930.
Cependant, jusqu'en 1940, le tissu historique reste presque intact, une majorité des Alépins continuant de vivre dans la vieille ville. En 1944, la population de la ville s'élève à environ 325 000 habitants dont 112 110 (34,5 %) sont chrétiens (parmi lesquels 60 200 sont d'origine arménienne). En décembre 1947, le pogrom d'Alep, une émeute antisémite, éclate dans la ville faisant 75 morts et de nombreuses destructions dans la communauté juive locale. Le jardin public d'Alep est inauguré en 1949 ; de grands travaux modernisent la ville à cette époque.
En 1973, après que Hafez el-Assad a proposé une constitution laïque pour le pays, des émeutes islamistes éclatent à Alep. Celui-ci est contraint de trouver un compromis et fait inscrire dans la Constitution que le Président doit être musulman. La fin des années 1970 est marquée par le massacre de l'École d'artillerie d'Alep le 16 juin 1979 par les Frères musulmans qui exécutent 83 cadets de l'armée, principalement des Alaouites.
À partir des années 1990, à la suite de mesures de libéralisation des échanges avec la Turquie, la ville connaît une période de croissance, et devient la capitale économique du pays, appréciée pour son dynamisme et son esprit d'entreprise. Elle connaît également une forte croissance démographique provoquée par un exode rural.
| 1883   | 1901    | 1922    | 1925    | 1934    | 1944    | 1950    | 1960    | 1965    |
| ------ | ------- | ------- | ------- | ------- | ------- | ------- | ------- | ------- |
| 99 179 | 108 143 | 156 748 | 210 000 | 249 921 | 325 000 | 362 500 | 425 467 | 500 000 |

| 1981    | 1983    | 1990      | 1994      | 1995      | 2000      | 2004      | 2005      | 2016      |
| ------- | ------- | --------- | --------- | --------- | --------- | --------- | --------- | --------- |
| 985 413 | 639 000 | 1 216 000 | 1 582 930 | 1 500 000 | 1 937 858 | 2 132 100 | 2 301 570 | 1 800 000 |

En 2006, la ville gagne le titre de Capitale arabe de la culture islamique.

### Avant la guerre civile syrienne
Avant le conflit, Alep atteint presque trois millions d'habitants, les sunnites arabes sont majoritaires et représentent 65 % de la population, les Kurdes 20 %, les chrétiens 10 %, les alaouites 5 %, sans compter une petite minorité de Druzes et d'ismaéliens. La population est jeune, près de 40 % de sa population a moins de 15 ans.
C'est une ville industrielle et commerçante, véritable capitale économique de la Syrie. Les quartiers de l'ouest et du centre, avec notamment Chahba et Haleb el-Jedid (le Nouvel Alep), sont les plus riches, habités par la bourgeoisie, les chrétiens et les Alépins d'origine. Les quartiers est, comme Sakhour, Chaar, Salheen et Hanano, sont les plus modestes, peuplés par une population originaire des campagnes. Le quartier d'Hamdaniyé, au sud-est, est celui des fonctionnaires, là où les alaouites sont également les plus présents. Les Kurdes occupent quant à eux principalement le quartier de Cheikh Maqsoud, au nord,,,,.

### La guerre civile des années 2010

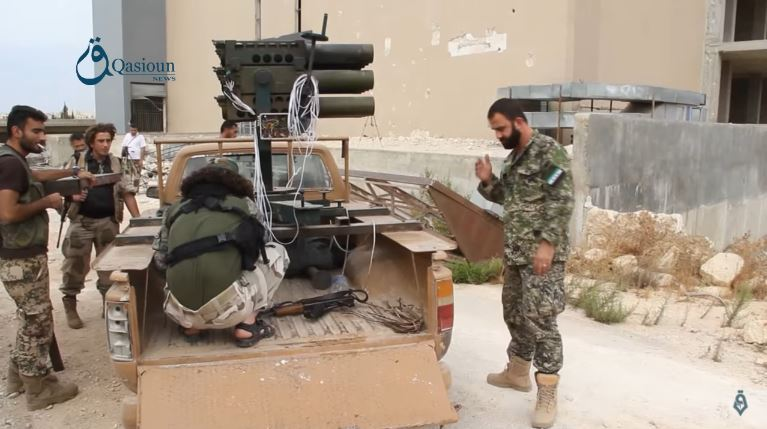
Des rebelles de l'Armée syrienne libre à Alep, en octobre 2015.

À partir de 2011, la ville est le théâtre de manifestations contre le régime de Bachar el-Assad, sans être toutefois les plus massives observées dans le pays. La population est divisée et conserve le souvenir de la répression du siège de 1980 et 1981,,,.
La bataille d'Alep commence le 19 juillet 2012 par une offensive des rebelles,,. Rapidement, ces derniers s'emparent de plusieurs quartiers mais échouent à emporter la totalité de la ville. Alep se retrouve alors divisée entre les quartiers ouest, tenus par le régime, et les quartiers est, tenus par l'opposition.

Pendant plusieurs années, loyalistes et rebelles s'affrontent dans la ville d'Alep. Des dizaines des factions armées combattent dans les deux camps. De 2012 à 2014, le groupe rebelle dominant à Alep est le Liwa al-Tawhid, affilié à l'Armée syrienne libre, mais ce dernier se désagrège après la mort de son chef Abd al-Qader Salah,,,. En 2015, plusieurs dizaines de groupes insurgés se rassemblent au sein de la coalition Fatah Halab,. De son côté, l'armée arabe syrienne est progressivement supplantée par des groupes paramilitaires locaux et des milices chiites irakiennes, libanaises et afghanes soutenus par l'Iran,. L'État islamique en Irak et au Levant s'implante également à Alep en 2013, mais il en est chassé en janvier 2014 par les rebelles,,,. De leur côté, les Kurdes des YPG tiennent un quartier au nord de la ville, et nouent ponctuellement des alliances opportunistes, tantôt avec le régime et tantôt avec les rebelles.

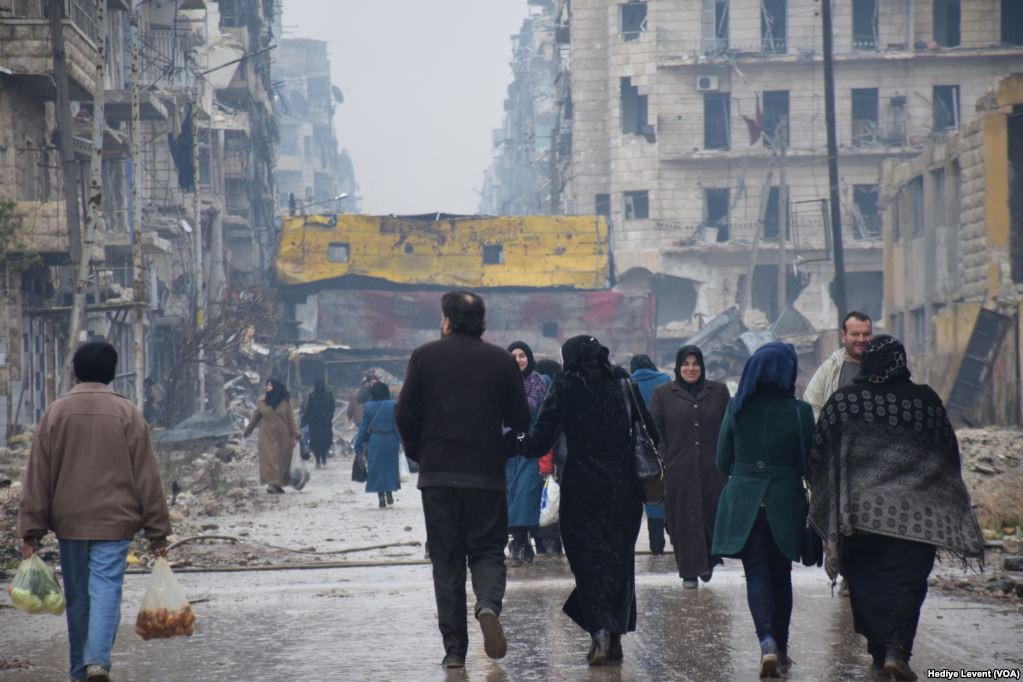
Une rue de la vieille ville d'Alep, en ruines après les combats, le 13 janvier 2017.

L'intervention militaire de la Russie à la fin de l'année 2015 finit par faire pencher la balance en faveur du régime. En juillet 2016, Alep-Est est totalement encerclée,. Depuis l'extérieur, l'Armée de la conquête parvient en août à faire une percée et à briser le siège, mais ce dernier est rétabli en septembre,. Deux cent cinquante à trois cent vingt-six mille personnes se retrouvent alors encerclées dans les quartiers est,.
Au cours de la bataille, les bombardements commis aussi bien par les forces aériennes du régime que par les tirs d'artillerie rebelles font des milliers de victimes civiles, essentiellement dans les quartiers est. Proportionnellement, les frappes loyalistes et russes sont cependant d'une ampleur bien supérieure,,. Le camp loyaliste largue des barils explosifs par hélicoptère (y compris certaines contenant du chlore, on parle alors d'attaques chimiques attribuées aux deux camps, mais seules des attaques commises par le régime ont pu être mises en évidence), et bombarde intentionnellement les casernes des Casques blancs de la Défense civile syrienne et les hôpitaux. Après le début du siège, la population commence également à souffrir de la faim.
Le souk d'Alep est gravement incendié les 28 et 29 septembre 2012, la mosquée Khousrouwiyah datant du XVIe siècle est détruite par des bombardements rebelles à l'été 2014, ainsi que l'entrée de la citadelle d'Alep. La mosquée al-Atrouche est gravement endommagée, la bibliothèque des Waqifiyya incendiée, et le minaret de la mosquée omeyyade d'Alep tombe sous les bombardements. En tout, cent vingt-et-un bâtiments historiques sont détruits ou endommagés dans la vieille ville d'Alep. En octobre 2016, l'ONU annonce qu'Alep-Est pourrait être « totalement détruite » d'ici à la fin 2016. La bataille d'Alep prend fin le 22 décembre 2016 et se conclut par une victoire du régime syrien et de ses alliés après plus de quatre ans de violents combats, et le déplacement de la population assiégée. Les réflexions sur la reconstruction de la ville ont commencé.

#### Chute d'Alep (2024)
Dans la nuit du 29 au 30 novembre 2024, Alep est prise par le commandement des opérations militaires de l'opposition syrienne. Ce dernier instaure trois couvre-feu du 29 novembre au 1er décembre et prévoit de remettre l'administration de la ville au gouvernement de salut syrien (GSS) après la fin des opérations de déminage,,,,. Le 4 décembre 2024, le président du GSS, Mohammed al-Bachir, effectue « une visite d'inspection dans la ville d'Alep pour superviser le travail de revitalisation des institutions ». Le 8 décembre 2024, l'administration d'Alep est officiellement transférée au comité d'intervention d'urgence du GSS, réactivé le 27 novembre 2024 dans le cadre de l'opération Dissuasion de l'agression.

## Patrimoine

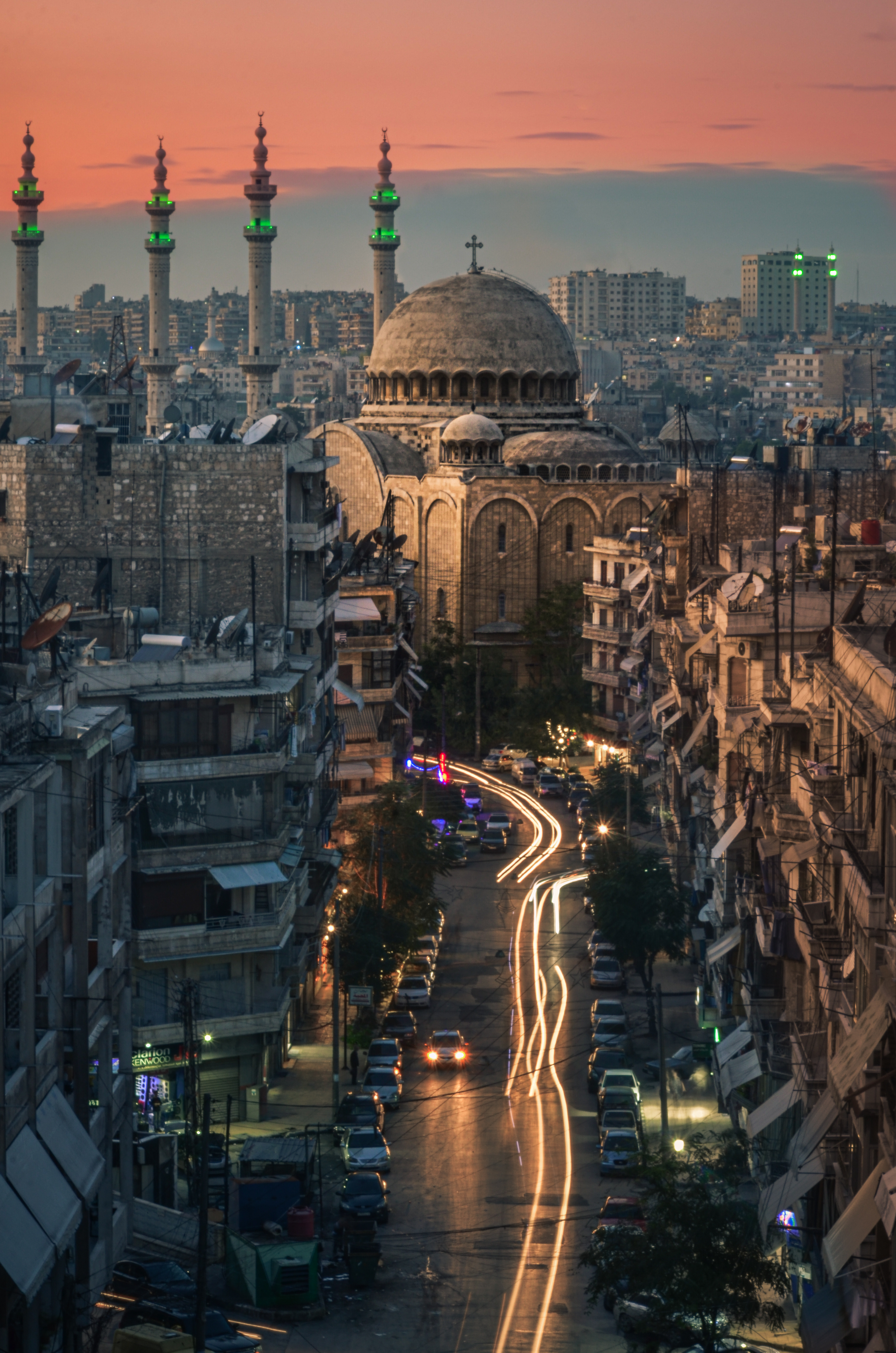
La cathédrale Saint Georges à Alep avec les minarets de la mosquée جامع_التوحيد_(حلب). Novembre 2020.

### La vieille ville

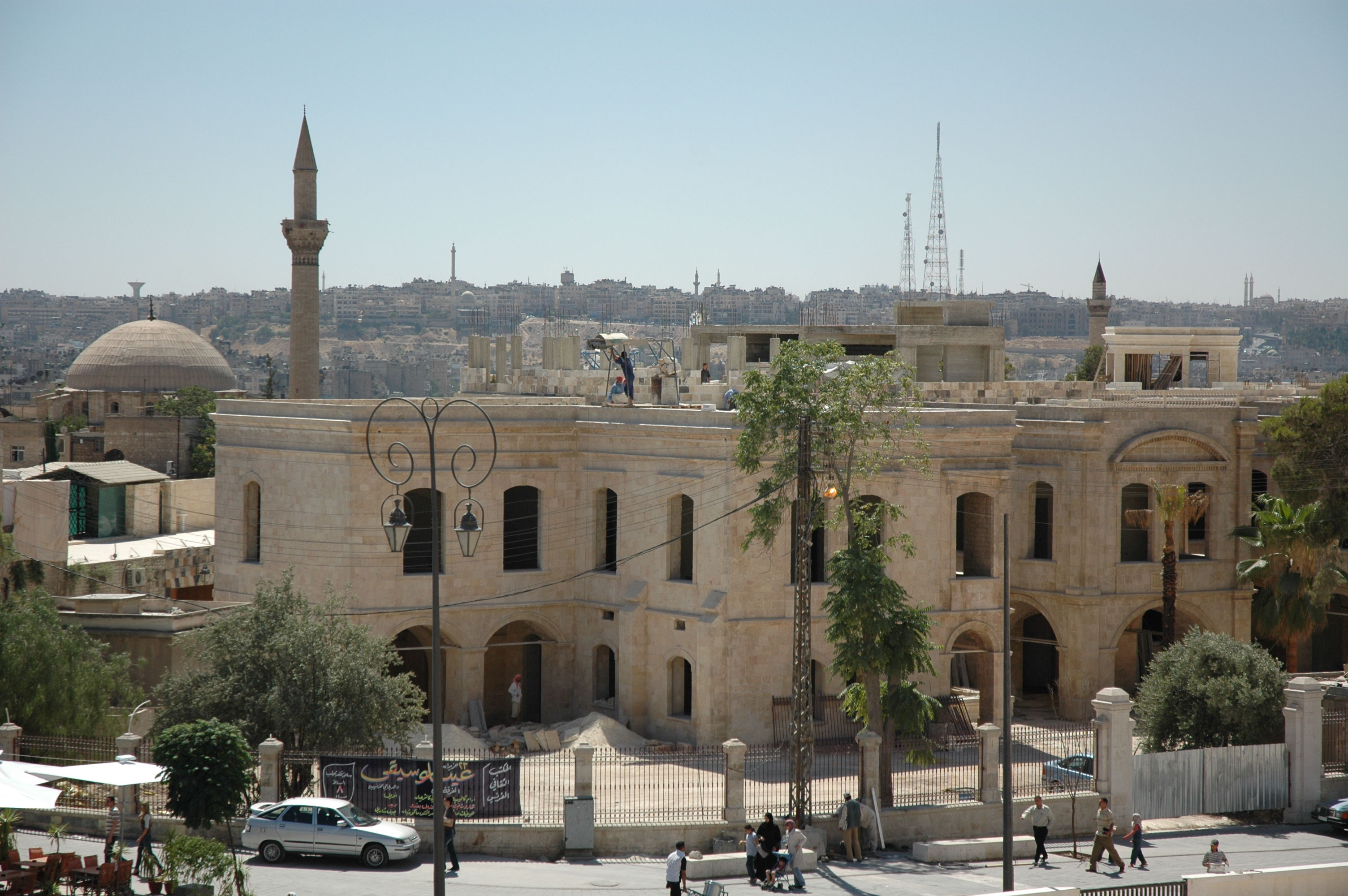
Vieille ville d'Alep.

La vieille ville d'Alep est constituée d'un tissu urbain singulier qui témoigne de sa longue histoire marquée par différentes civilisations. Certaines constructions historiques se démarquent, notamment la citadelle d'Alep qui domine l'ensemble, mais aussi la grande mosquée, le souk, les madrasas et hammams.
Ce quartier historique est inscrit au patrimoine mondial de l'UNESCO en 1986. La municipalité commence un projet de réhabilitation en 1992, et crée le Directoire de la vieille ville en 1999 en ce sens. Mais à partir de 2012, de grandes destructions sont observées lors de la bataille d'Alep pendant la guerre civile.

### Églises d'Alep

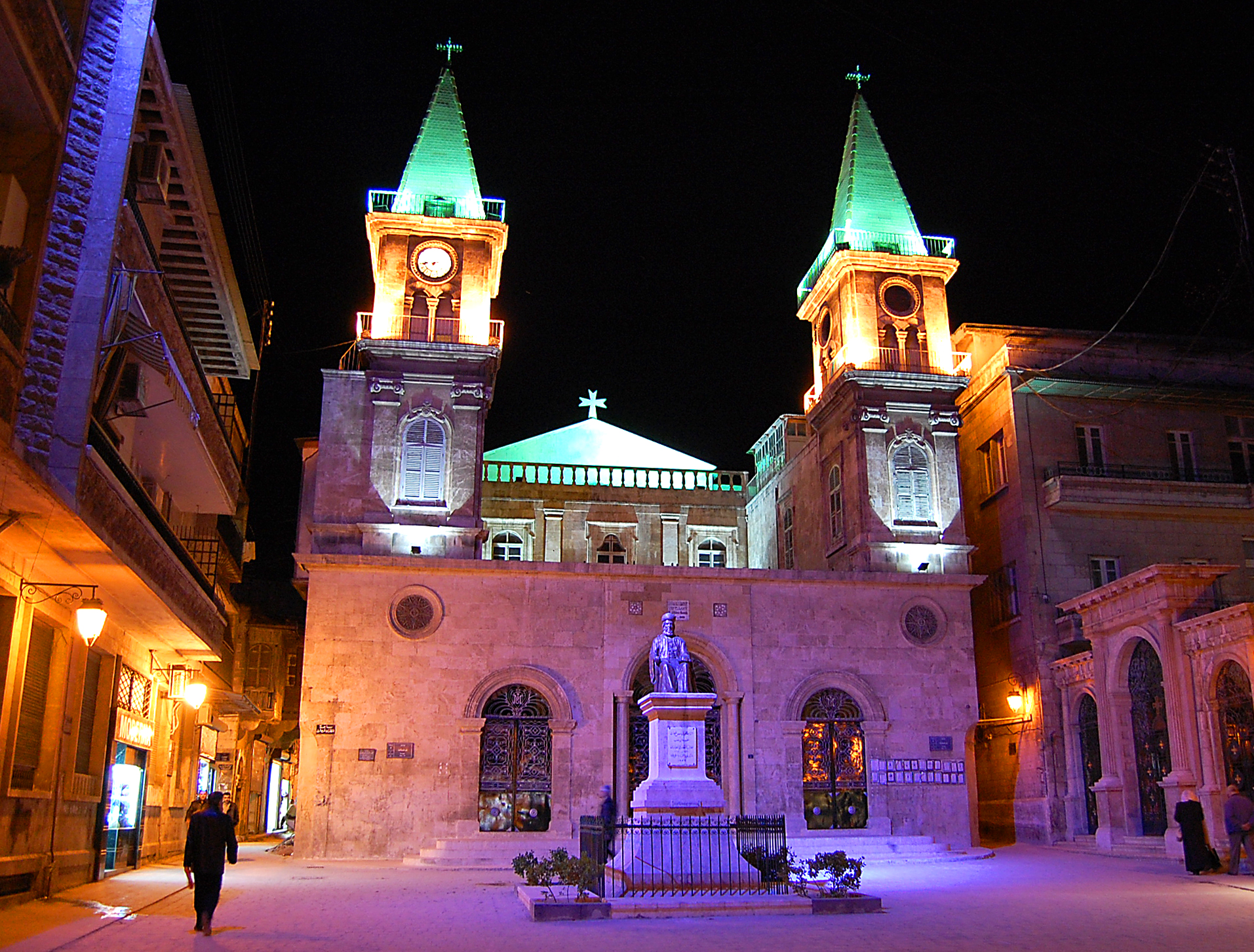
Cathédrale Saint-Élie d'Alep (ou « Saint Elias »).

À partir du XVIIe siècle, les missionnaires catholiques venus d'Europe se déploient auprès des chrétiens orientaux de la ville qui existent ici depuis les origines du christianisme et formant une élite chrétienne encore présente aujourd'hui dans la ville. Cependant sur les 250000 chrétiens présents avant la guerre civile, les observateurs estiment qu'il n'en restait plus que 40000 à Alep-Ouest en 2017.
- Cathédrale Notre-Dame d'Alep (melkite) ;
- Cathédrale des Quarante-Martyrs (Alep) (arménienne), du XVe siècle ;
- Cathédrale Saint-Joseph d'Alep (rite chaldéen) ;
- Cathédrale Saint-Élie d'Alep (rite maronite) ;
- Cathédrale Saint-François-d'Assise d'Alep (rite latin) ;
- Cathédrale du Prophète Élie (Alep), siège de l'archidiocèse grec-orthodoxe d'Alep et d'Alexandrette ;
- Église de la Dormition-de-la-Vierge-Marie d'Alep (grecque orthodoxe)
- Église Sainte-Assia (Alep) (syriaque) ;
- Église de la Sainte-Mère-de-Dieu (Alep) (arménienne) ;
- Église Saint-Michel-Archange (melkite) ;
- Église presbytérienne d'Alep (protestante) fondée en 1920.

Alep se trouve dans plusieurs juridictions :
- Archéparchie d'Alep des arméniens ;
- Archéparchie d'Alep des maronites ;
- Archéparchie d'Alep des melchites ;
- Archéparchie d'Alep des Syriens ;
- Archidiocèse grec-orthodoxe d'Alep et d'Alexandrette ;
- Vicariat apostolique d'Alep.

## Cuisine

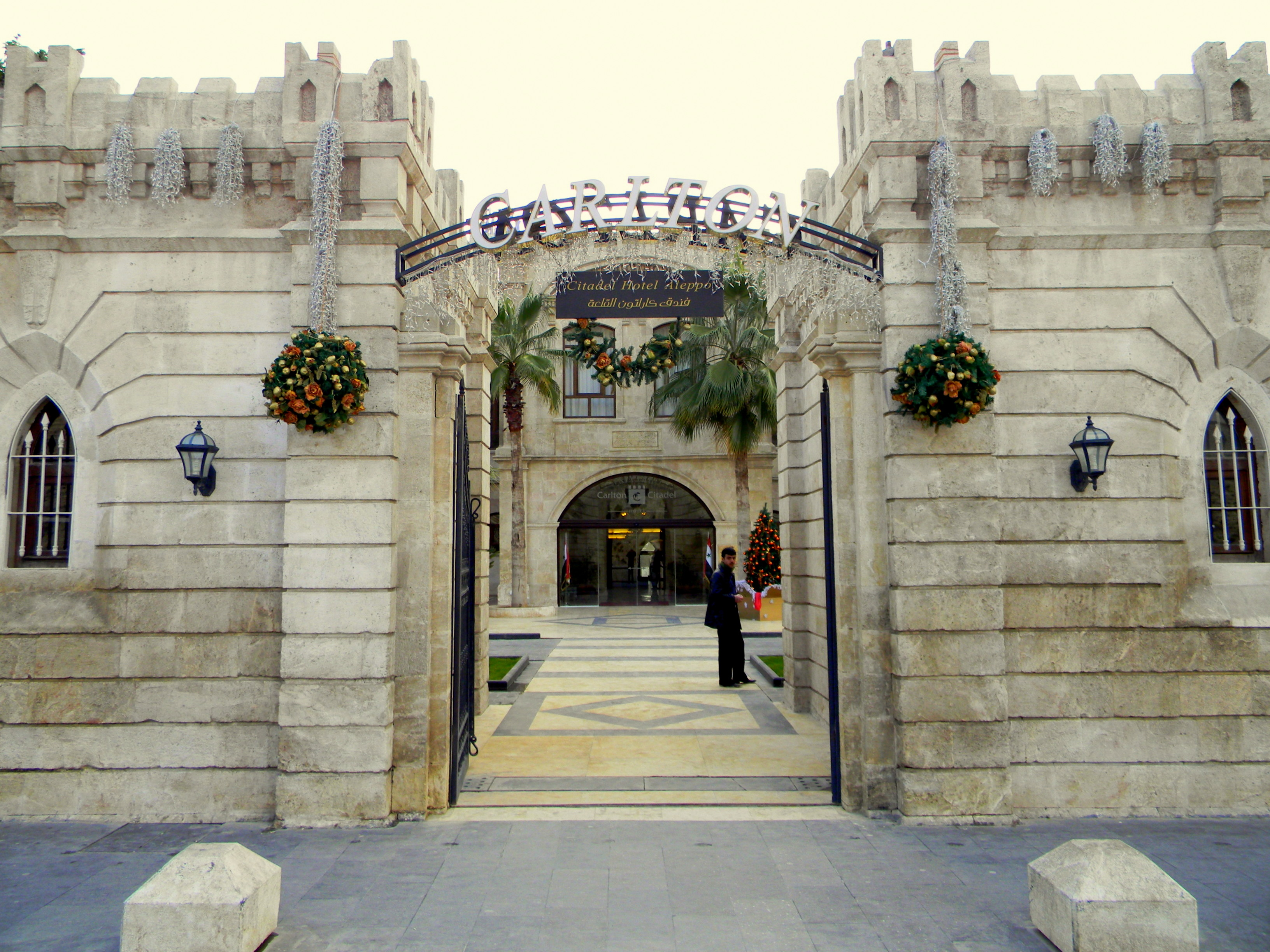
L'hôtel Carlton, ancien hôpital national, avant qu'il ne soit détruit par les rebelles en mai 2014.

La cuisine d'Alep est une cuisine urbaine, très élaborée. Elle mélange des influences persanes, européennes, asiatiques et ottomanes. Deux techniques lui sont caractéristiques, il s'agit de celle du feuilleté, technique persane qui consiste à enrober de pâtes. Cela est très répandu pour les Haluwyat ainsi que pour les petits chaussons garnis comme les samboussek ou encore les ravioles. De même, la technique du farci pour les boyaux et les légumes évidés (courgettes et aubergines que l'on nomme mahchis), héritage ottoman. La cuisson type friture, d’origine méditerranéenne fut très développée par les Arabes. Les salades sont aussi passées à partir du XVIIIe siècle dans la Méditerranée arabe et sont aujourd'hui des mélanges variés de saveurs et de couleurs. Alep est enfin célèbre pour ses kebbeh aux différentes formes, qui sont constituées d'une couche externe mélangeant boulghour et pâte de viande fraîche et une garniture de viande hachée grillée avec des oignons et des fruits secs. Enfin, de nombreux condiments, aromates et épices, relèvent les plats, notamment le cumin, le sumac et le mélange des sept épices. D'un groupe religieux à l'autre les plats circulent, mais parfois la frontière devient non poreuse.
L'évolution la plus visible en termes de pratiques alimentaires concerne le développement des repas pris à l'extérieur. L'offre est croissante et contribue à ce déplacement progressif du lieu de consommation des repas. De nombreuses rues de la ville se transforment rapidement avec les nouveaux commerces et nouveaux espaces de consommation. L'émergence de nouvelles modes et pratiques alimentaires se fait au travers de ces nouveaux espaces de consommations. À l'origine, les restaurants sont destinés aux voyageurs de passage. Ils accueillent actuellement les familles, les hommes d'affaires et les groupes d'amis. La ville offre un éventail d'espaces de restauration à ambiances, décors, tablées et clientèles très variées. Certains restaurants délimitent un espace pour les femmes et les familles, et un espace pour les hommes.[réf. souhaitée]

## Culture

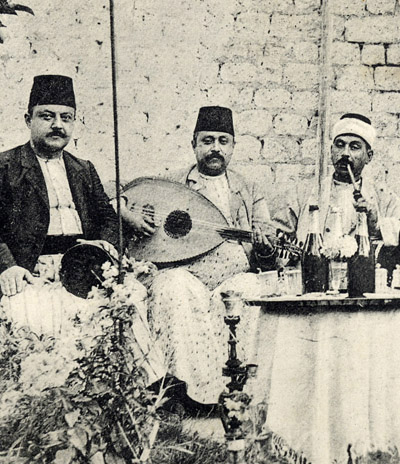
Groupe de musiciens traditionnels célèbres à Alep, en 1915.

- Liste de personnalités nées à Alep

Autres personnalités :
- Abu Firas al-Hamdani, poète ;
- Al-Mutanabbi, poète ;
- Émile Benveniste (né Ezra), linguiste (1902–1976).

## Économie

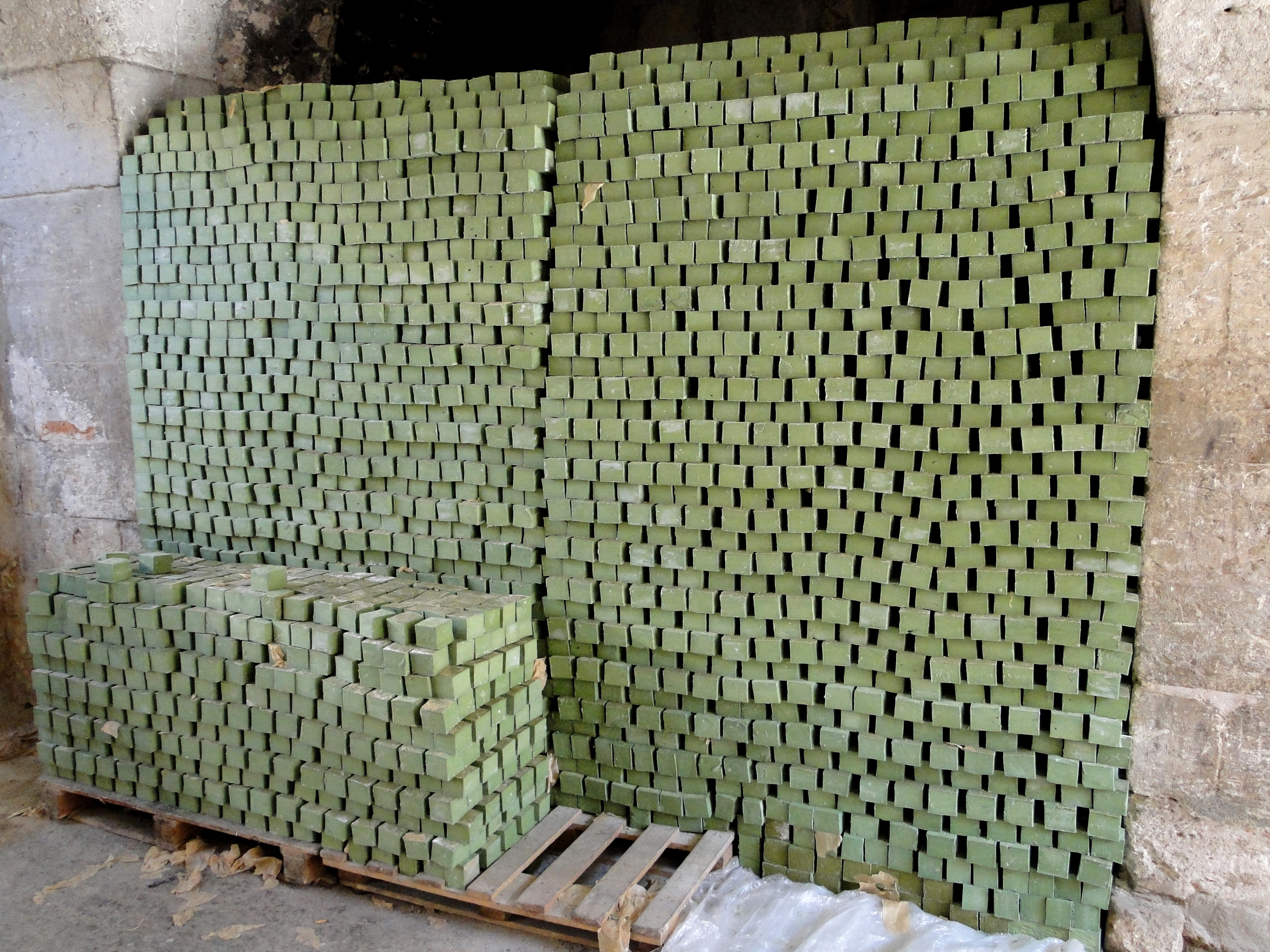
Savon d'Alep.

Alep était, avant la guerre, la capitale économique du pays, avec plus de 97 000 entreprises privées, et 35 % des emplois manufacturiers du pays.
Alep, carrefour routier et ferroviaire historique affaibli au XXe siècle, a retrouvé son ancienne activité commerciale dans les années 1990. Son artisanat traditionnel est alors toujours florissant, et son activité industrielle se développe (industries agroalimentaires, textiles, cimenterie, verrerie, chimie, constructions mécaniques, etc.). La zone industrielle de Cheikh Najjar est aussi grande que la ville d'Alep elle-même. Elle comptait près de 3 000 usines, et représentait à elle seule le tiers de la production industrielle du pays, et le quart de ses exportations au déclenchement de la guerre civile en Syrie en 2012. La zone a été l'une des premières régions à être prise par la rébellion. Celle-ci a démantelé nombres d'usines et vendu les machines et autres équipements hors du pays.
Malgré son classement au patrimoine mondial de l'humanité, le tourisme n'était pas très développé avant la guerre. Pourtant la croissance de la ville s'accompagna dans les années 2000 d'un développement croissant de services pour les touristes : hôtels, restaurants et commerces reprennent ainsi possession des maisons nobles de la ville, des khans. Cette croissance s'est brutalement stoppée avec le début de la guerre…
Alep possède un aéroport international (code AITA : ALP) ; l'aéroport était le deuxième aéroport international de Syrie avant la guerre.

## Sport

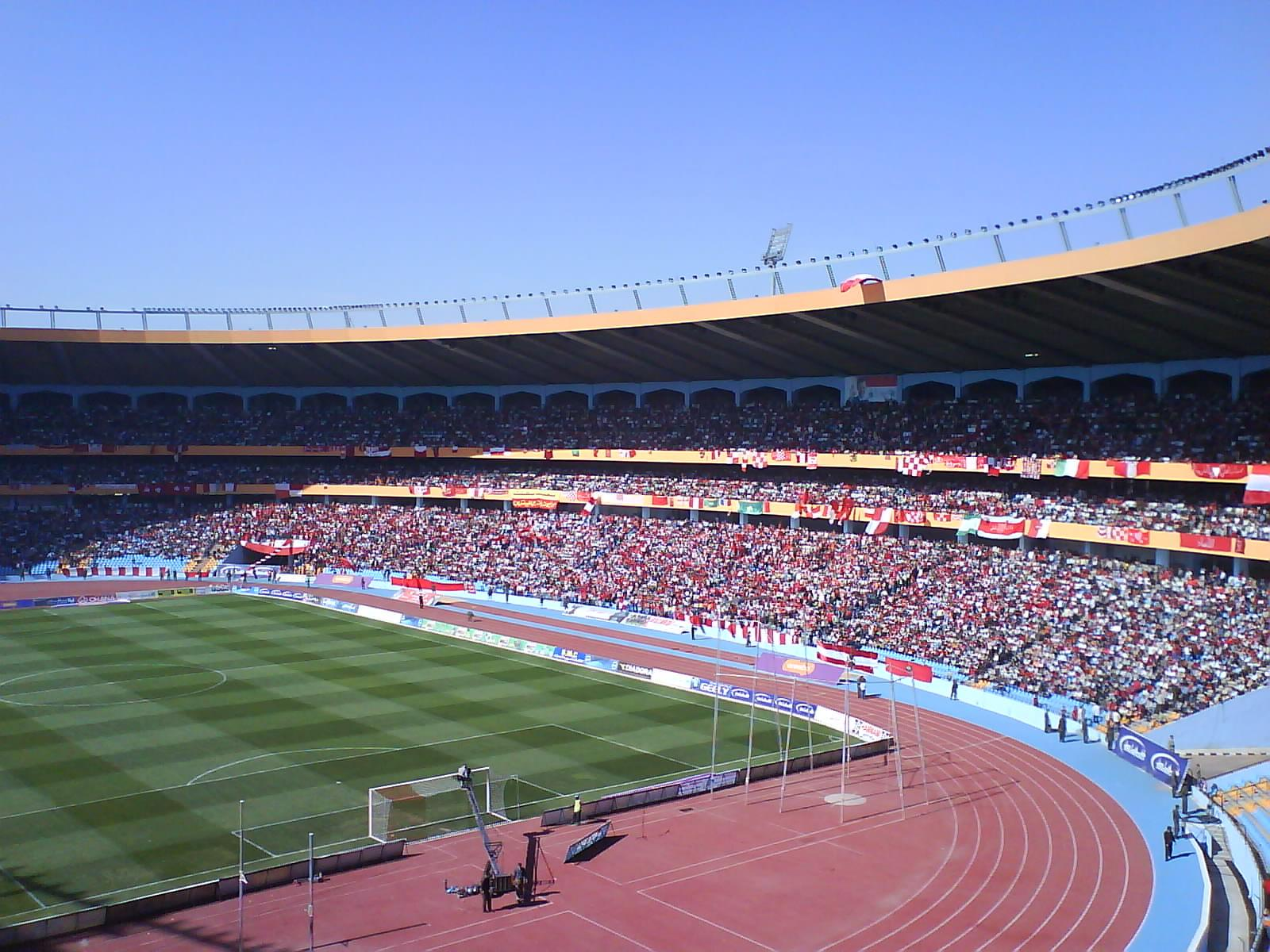
Stade international d'Alep.

La ville accueille sur son territoire le stade international d'Alep qui a déjà accueilli une compétition internationale. La ville est aussi connue pour son club de football, Al Ittihad Alep, l'un des meilleurs de Syrie aux côtés du Club Al Jalaa Sport. Club Al Jalaa a été fondé en 1949 sous le nom الشبيبة الرياضية « la jeunesse sportive ». Dans ce club sont pratiqués plusieurs sports (tels que le tennis, le football, le volleyball, la natation) mais la renommée du club est surtout due au basket, un des sports les plus populaires à Alep.